# Stenochironomus ranzii
Stenochironomus ranzii is een muggensoort uit de familie van de dansmuggen (Chironomidae). De wetenschappelijke naam van de soort is voor het eerst geldig gepubliceerd in 1982 door Rossaro.